# North Bonneville (Washington)

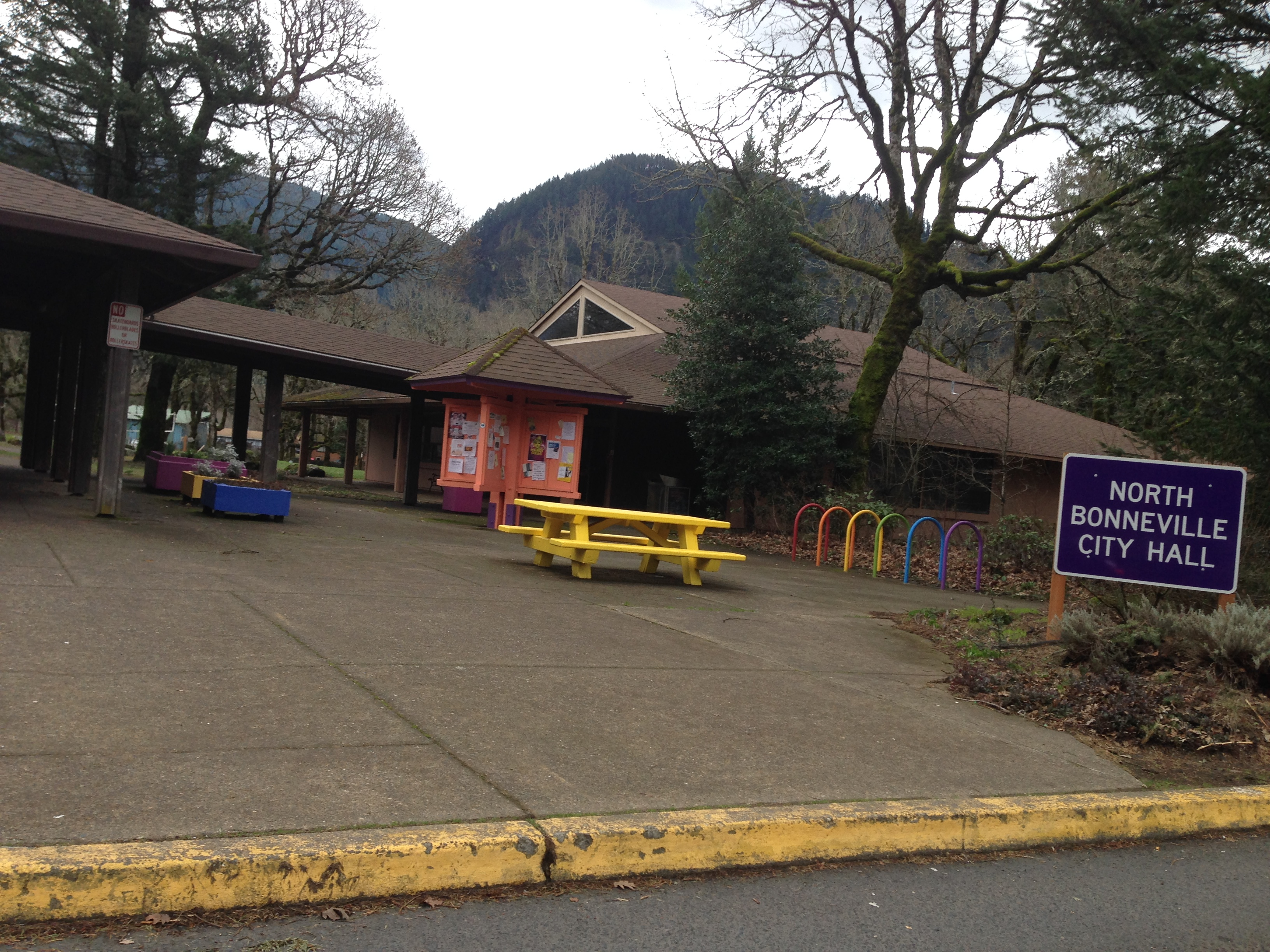
North Bonneville City Hall

North Bonneville es una ciudad ubicada en el condado de Skamania en el estado estadounidense de Washington. En el año 2000 tenía una población de 593 habitantes y una densidad poblacional de 95,0 personas por km².

## Geografía
North Bonneville se encuentra ubicada en las coordenadas 45°38′39″N 121°58′5″O / 45.64417, -121.96806.

## Demografía
Según la Oficina del Censo en 2000 los ingresos medios por hogar en la localidad eran de $35.583, y los ingresos medios por familia eran $38.333. Los hombres tenían unos ingresos medios de $32.857 frente a los $25.313 para las mujeres. La renta per cápita para la localidad era de $16.921. Alrededor del 7,2% de la población estaban por debajo del umbral de pobreza.